# Thomas Gordon (psychologue)
Pour les articles homonymes, voir Thomas Gordon et Gordon.
Ne doit pas être confondu avec Gordon Thomas.
Thomas Gordon, né le 11 mars 1918 et mort le 26 août 2002, est un psychologue et docteur en psychologie américain.
Désireux de développer une alternative aux rapports de force, il a été un pionnier dans la conceptualisation de la résolution des conflits par une approche gagnant-gagnant, appelée aussi Résolution de Conflit sans Perdant.
Il a été l’élève de Carl Rogers, et s’inscrit dans le courant de la psychologie humaniste.
Il est l'auteur de Parents Efficaces (paru aux Editions Marabout), un best-seller vendu à plus de 6 millions d’exemplaires dans le monde.

## Travaux et apports
Les fondements de la méthode développée par Dr Thomas Gordon reposent sur l'analyse transactionnelle d'Éric Berne, les recherches d'Abraham Maslow sur la satisfaction des besoins et enfin celles de Carl Rogers sur la relation d'aide psychologique. Il a conjugué la relation de reconnaissance , la recherche de compréhension de l'autre et l'affirmation de soi pour une conception de la résolution des conflits sans perdant.
La « méthode Gordon », base de l'enseignement à destination de tout public (particuliers ou entreprises), est composée d'outils et de concepts simples, concrets et efficaces. Elle propose une autre façon d'envisager les relations en sortant du rapport de force.
Pour son application en entreprise, le concept a été nommé le « win-win management » (gestion « gagnant-gagnant »), repris par de nombreux auteurs, notamment en négociation.
Quatre outils principaux encadrent cette méthode : 
- l'Écoute Active (fondée sur l'empathie),
- le Message-Je (l'affirmation de soi),
- la résolution des conflits sans perdant,
- la médiation.

Dr Thomas Gordon a créé Gordon Training International (GTI) en 1974 pour la formation de formateurs « atelier Gordon parents dans le monde ». Son premier atelier Parent était en 1962 pour 17 parents, aujourd'hui il y a plus de 7 millions de personnes formées dans 53 pays dans le monde.
GTI dispense aujourd'hui des licences pour l'enseignement des ateliers Gordon Parents / Leaders (Équipes) / Enseignants / Jeunes.
Ces ateliers ont inspiré ces livres de Thomas Gordon traduits en français : Parents efficaces, Leaders efficaces (Cadres et dirigeants efficaces), Enseignants efficaces. Suivant le même concept, son épouse, Linda Adams, a écrit les ouvrages Femmes efficaces et Communication efficace, qui sont également enseignés en atelier Gordon aux États-Unis.
Chaque pays a son organisme pour l'enseignement des ateliers Gordon sous licence de GTI.
La méthode Gordon a été introduite en France par Béatrice Bellisa et son fils Stéphane Donadey. Ils ont commencé par diffuser les formations destinées aux parents, puis aux enseignants et enfin aux cadres et dirigeants, avant que les licences ne soient achetées en 1987 par Didier Hauvette qui a créé Gordon Management (Société fermée en 2007). Depuis 2008, les licences appartiennent à la société Exprit - Gordon Crossings.
En 2013, l'association Les Ateliers Gordon a été créée par Nathalie Reinhardt. Elle s'adresse aux Parents / Professionnels de la petite enfance et de la jeunesse / Enseignants / Jeunes. Elle coordonne un réseau de formateurs dans toute la France. En 2022, 70 formateurs forment les parents et les autres publics à ces outils.

## Le crédo de Thomas Gordon
"Pour mes relations avec les autres"  de Thomas Gordon 
" Toi et moi vivons une relation que j'apprécie et que je veux sauvegarder. Cependant, chacun de nous demeure une personne distincte ayant ses besoins propres et le droit de les satisfaire.
Lorsque tu éprouveras des problèmes à satisfaire tes besoins, j'essaierai de t'écouter, de t'accepter véritablement, de façon à te faciliter la découverte de tes propres solutions plutôt que de te donner les miennes. Je respecterai aussi ton droit de choisir tes propres croyances et de développer tes propres valeurs, si différentes soient-elles des miennes.
Quand ton comportement m'empêchera de satisfaire mes besoins, je te dirai ouvertement et franchement comment ton comportement m'affecte, car j'ai confiance dans le fait que tu respectes suffisamment mes besoins et mes sentiments pour essayer de changer ce comportement qui m'est inacceptable. Aussi, lorsque mon comportement te sera inacceptable je t'encourage à me le dire ouvertement et franchement pour que je puisse essayer de le changer.
Quand aucun de nous ne pourra changer son comportement pour satisfaire les besoins de l'autre, reconnaissons que nous avons un conflit ; engageons-nous à le résoudre sans recourir au pouvoir ou à l'autorité pour gagner aux dépens de l'autre qui perdrait. Je respecte tes besoins et je dois aussi respecter les miens. Efforçons-nous de toujours trouver à nos inévitables conflits des solutions acceptables pour chacun de nous. Ainsi tes besoins seront satisfaits, et les miens aussi .
Personne ne perdra, nous y gagnerons tous les deux.
De cette façon, en satisfaisant tes besoins tu pourras t'épanouir en tant que personne et moi de même.
Nous créerons ainsi une relation où chacun pourra devenir ce qu'il est capable d'être.

Et nous pourrons poursuivre notre relation dans le respect et l'amour mutuel et dans la paix."

## Œuvres
- Parents efficaces : une méthode de formation à des relations humaines sans perdant (P.E.T., Parent Effectiveness Training; The Tested New Way to Raise Responsible Children), 1970, réédité en 2022, avec préface d'Isabelle Filiozat
- Parents efficaces au quotidien : La méthode Gordon racontée par des parents qui l'ont appliquée (édition actuelle : Éditeur Marabout, 2013)
- Enseignants efficaces (T.E.T., Teacher Effectiveness Training), 1974 (avec Noel Burch)
- Leaders efficaces : la méthode Gordon appliquée à la vie professionnelle (L.E.T., Leader Effectiveness Training: The No-Lose Way to Release the Productive Potential of People), 1977
- La Méthode Gordon, expérimentée et vécue (P.E.T. in Action), 1976 (avec Judith Gordon Sands)
- Éduquer sans punir : apprendre l'autodiscipline aux enfants (Teaching children self-discipline--at home and at school), 1989
- Relations efficaces : comment construire et maintenir de bonnes relations (Good relationships), 1996 (avec Noel Burch)
- Médecins, devenez partenaires de vos patients : techniques de communication efficaces pour les professionnels de la santé (Making the patient your partner : communication skills for doctors and other caregivers), 1997 (avec W Sterling Edwards)

## Récompenses et distinctions
Thomas Gordon a été nommé trois fois pour le prix Nobel de la paix en 1997, 1998 et 1999. Il reçoit la médaille d'or de l'Association de psychologie humaniste en 1999, pour sa contribution exceptionnelle à la diffusion de la psychologie dans l'intérêt public.